# Mazhou (köpinghuvudort i Kina, Jiangxi Sheng, lat 25,51, long 115,78)
Mazhou är en köpinghuvudort i Kina. Den ligger i provinsen Jiangxi, i den sydöstra delen av landet, omkring 350 kilometer söder om provinshuvudstaden Nanchang. Antalet invånare är 27 349. Befolkningen består av 13 422 kvinnor och 13 927 män. Barn under 15 år utgör 31 %, vuxna 15-64 år 61 %, och äldre över 65 år 6,0 %.
Runt Mazhou är det ganska tätbefolkat, med 155 invånare per kvadratkilometer. Närmaste större samhälle är Huichang, 10,3 km norr om Mazhou. I omgivningarna runt Mazhou växer i huvudsak blandskog.
Genomsnittlig årsnederbörd är 1 936 millimeter. Den regnigaste månaden är maj, med i genomsnitt 372 mm nederbörd, och den torraste är oktober, med 18 mm nederbörd.